# André Six
André Six (muerto en 1914) era un nadador francés y medallista olímpico. Compitió en los Juegos Olímpicos de París 1900, donde recibió la Medalla de plata en la disciplina de Natación subacuática.